# Bukowski: Born into This
Bukowski: Born into This ist eine US-amerikanische Dokumentation aus dem Jahr 2004. Die Regie führte John Dullaghan. Der 113-minütige Film behandelt das Leben des amerikanischen Schriftstellers Charles Bukowski.

## Handlung
Das Leben von Charles Bukowski ist geprägt durch eine schlimme Kindheit, Jahrzehnte der Armut, Alkoholsucht, turbulenten Beziehungen, und schließlich seiner internationalen Berühmtheit als Poet, Schriftsteller und Kult-Figur. In zahlreichen Interviews zeigt der Regisseur John Dullaghan, wie ihn Verwandte, Nachbarn, Jugendfreunde und andere Poeten erlebten. Anhand von Dokumenten, Fotos und Filmaufnahmen zeichnet Dullaghan ein Bild des Schriftstellers, das weit über das Säufer-Image hinausragt.

## Rezeption
Auf dem Sundance Film Festival 2003 war der Film für den Grand Jury Price in der Kategorie Documentary nominiert, erhielt den Preis jedoch nicht. Die Internetseite Rotten Tomatoes wertete 50 Filmkritiken aus, von denen 84 % positiv ausfielen, und bezeichnet den Film als „durch und durch fesselnd“.